# Popping
Popping je streetový taneční styl, založený na technice rychlé kontrakce a uvolnění svalů, díky které se na těle vytváří charakteristický otřes, označovaný jako pop či hit. Tanec pochází z 60. – 70. let 20. století a postupně vznikal v několika místech Kalifornie.
Výraz poppin je dnes také užíván jako termín, zastřešující několik dalších tanečních stylů, které mají s tímto tancem blízkou historii a které jsou často s technikou zatínání svalů propojovány. Mezi tyto styly patří např. Waving, Tutting, Robot/Botting a spousta dalších.
Popping může být nesprávně označován jako breakdance, o což se zasadil americký film Breakin' (1984), v němž byl veškerý tanec (který byl z velké části složen z nejrůznějších stylů dnes spadajících do kategorie poppingu), označen jako breakdance.

## Historie
Tanec pochází z 60. – 70. let 20. století a postupně vznikal na několika místech Kalifornie. Do Evropy se tanec dostal spolu s tehdy asi nejznámější americkou taneční skupinou The Electric Boogaloo's, která využívá technik poppingu. Dodává k němu však vlastní styl jménem boogaloo, který vymyslel člen skupiny Boogaloo Sam. Mnoho lidí tak mělo či má za to, že pravým základem tanečního stylu poppin je právě boogaloo.

## Techniky
Mezi nejzákladnější techniky poppingu (jako samostatného tance) patří:
- hit – základní pilíř celého tance; rychlé zatětí (až přetětí) svalu a rychlé uvolnění hned, jakmile se sval plně zatne
- dimestop – zastavení bez kontrakce svalů, v pomalejším tempu
- izolace – pohyb pouze jedné části těla
- boogaloo – taneční styl s pohyby, které se snaží vyvolat dojem těla postrádajícího kosti
- fresno – tanečník se pohybuje ze strany na stranu a při každém otočení udělá hit nohou a paží na stranu, na kterou se pohybuje
- animation – simulace pohybu animované postavy pohybující se snímek po snímku
- robot – tanečník se snaží napodobit sekané pohyby robota nebo manekýna
- waving – taneční styl, při kterém tanečník používá sérii plynulých pohybů svého těla nebo jeho částí tak, aby vytvořil dojem, že tělem prochází vlna
- scarecrow – taneční styl napodobující strašáka z filmu Čaroděj ze země Oz
- tutting – taneční styl inspirovaný uměním starověkého Egypta

Kombinací těchto technik vzniklo mnoho dalších stylů a náročnějších technik, jako např. vibrating (přetínání svalů), ticking (hity prováděné do rychlejšího tempa), strobing (dimestopping v rychlejším tempu) a další.